# Lynn (Massachusetts)
Lynn je deváté největší město v Massachusetts ve Spojených státech amerických a největší město v okrese Essex County. Leží na pobřeží Atlantského oceánu, 6 km severně od Bostonu, nicméně je považován za součást bostonské metropolitní oblasti. Původní osídlení Evropany se datuje do roku 1629, což z něj dělá páté nejstarší koloniální sídlo ve státě Massachusetts. Ve městě se velmi časně rozvinul průmysl a s vyššími výdělky související zločinnost a neřesti a tak se Lynnu velmi dlouho hovorově říkalo „Město hříchu“. V současné době je však město spíše známé svým moderním veřejným uměním, populací imigrantů, historickou architekturou, kulturním distriktem v centru města, loftovými činžáky a veřejnými parky, ke kterým patří několik přírodních rezervací – pobřežní Lynn Shore Reservation, téměř 9 km2 velká Lynn Woods Reservation a High Rock Tower Reservation. Dále jsou ve městě k vidění Lynn Heritage State Park, nejjižnější část vyhlídkové silnice Essex Coastal Scenic Byway, a pobřežní historický distrikt Diamond Historic District.